# Атена-Лукана
Атена-Лукана (італ. Atena Lucana, сиц. Atena) — муніципалітет в Італії, у регіоні Кампанія,  провінція Салерно.
Атена-Лукана розташована на відстані близько 310 км на південний схід від Рима, 120 км на схід від Неаполя, 75 км на схід від Салерно.
Населення — 2328 осіб (2014).
Щорічний фестиваль відбувається 3 лютого. Покровитель — святий Власій.

## Демографія
Населення за роками:

Станом на 1 січня 2023 року в муніципалітеті офіційно проживало 260 іноземців з 26 країн, серед них 65 громадян країн Євросоюзу та 28 громадян України.

## Сусідні муніципалітети
- Брієнца
- Полла
- Сала-Консіліна
- Сан-П'єтро-аль-Танагро
- Сант'Арсеніо
- Теджано